# ویکتور بنیتز
ویکتور بنیتز مورالس(به اسپانیایی: Víctor Benítez Morales) (زاده ۳۰ اکتبر ۱۹۳۶ در لیما) هافبک دفاعی اهل پرو بود.

## باشگاهی
او سابقه بازی برای هر دو تیم شهر میلان آ.ث. میلان و اینتر را در کارنامه دارد. به همراه میلان فاتح جام باشگاه‌های اروپا شد و همراه با رم کوپا ایتالیا را فتح کرد. از او بعنوان یکی از مقتدرترین هافبک‌های تدافعی تاریخ پرو یاد می‌شود.

## تیم ملی پرو
او برای تیم ملی کشورش ۱۱ بازی انجام داد.